# Werner Lindenau
Werner Lindenau (* 21. September 1892 in Gardelegen; † 21. August 1975 in Hamburg) war ein deutscher Konteradmiral im Zweiten Weltkrieg.

## Leben

### Kaiserliche Marine
Lindenau trat am 1. April 1912 als Seekadett in die Kaiserliche Marine (Crew 12) ein und beendete seine Grundausbildung auf dem Geschützten Kreuzer Hansa am 15. März 1913. Vom 16. März 1913 bis 30. Juli 1914 besuchte er die Marineschule Mürwik und nahm dort an verschiedenen Speziallehrgängen teil.
Vom 31. Juli bis 14. November 1914 diente er an Bord des (als Aufklärungsschiff in der Ostsee eingesetzten) Großen Kreuzers Roon und wurde vom 15. November 1914 bis 3. April 1917 als Wachoffizier auf verschiedenen Großen Torpedobooten der VIII. Torpedoboots-Flottille eingesetzt: G 175, S 178, G 174 und V 180 (16/VIII). Vom 4. April 1917 bis 4. Oktober 1918 diente er als Wachoffizier auf dem Kleinen Kreuzer Straßburg (Aufklärungsdienst in der Ostsee, Minenoperationen bis in den Finnischen Meerbusen hinein, Unternehmen Albion) und vom 5. Oktober 1918 bis zum Ende (am 20. November 1918) als Wachoffizier auf dem Großen Torpedoboot V 30 der 9. Torpedoboots-Halbflottille (9/V).

### Reichsmarine
Vom 28. Januar 1919 bis zum 15. Juni 1920 diente er (im Rahmen der Vorläufigen Reichsmarine) als Wachoffizier bei der 2. („Eisernen“) Torpedoboots-Halbflottille in der Ostsee und vom 16. Juni bis zum 8. Oktober 1920 bei der 4. Halbflottille. Vom 9. Oktober 1920 bis zum 30. September 1922 war er Flaggleutnant bei der 7. Halbflottille und Kommandant des Minensuchbootes M 81 Nautilus (Heimathafen: Wilhelmshaven).
Vom 1. Oktober 1922 bis zum 14. Februar 1923 gehörte er (im Rahmen der Reichsmarine) zur Stammbesatzung von T 158. Danach war er bis zum 24. September 1925 Kommandant eines Torpedobootes bei der 4. Torpedoboots-Halbflottille. Am 25. September 1925 wechselte er als Kompanieführer zur Schiffsstammdivision der Nordsee. Vom 5. Juli bis 31. Oktober 1926 diente er im Aufbaukommando der künftigen Marineschule Friedrichsort. An dieser Schule war er vom 1. November 1926 bis zum 30. September 1927 Kompanieführer und vom 1. Oktober 1927 bis zum 23. September 1928 Offizier im Stab. Ab 24. September 1928 diente er als 1. Torpedo-Offizier auf dem Linienschiff Elsass und ab 25. Februar 1930 in gleicher Funktion  auf dem Linienschiff Schleswig-Holstein. Vom 26. September 1930 bis zum 26. September 1934 war er Leiter des Torpedobetriebes im Marinearsenal Kiel und vom 27. September 1934 bis zum 25. August 1936 Erster Offizier auf dem Leichten Kreuzer Leipzig.

### Kriegsmarine
Lindenau wurde am 1. April 1936 zum Fregattenkapitän befördert und diente vom 26. August 1936 bis 14. Juli 1938 als Admiralstabsoffizier (mit Beförderung zum Kapitän zur See am 1. Oktober 1937) bei der Kriegsmarinedienststelle Hamburg. Vom 4. August 1938 bis zum 4. April 1939 war er Kommandant des Schulschiffs Schlesien, mit dem er eine Ausbildungsreise nach Mittelamerika unternahm und dabei Santa Barbara de Samaná in der Dominikanischen Republik besuchte. Am 18. April 1939 wurde er zum Kommandeur der Torpedoschule in Flensburg-Mürwik ernannt.
Vom 29. August bis zum 27. Oktober 1940 war Lindenau zugleich Kommandeur der Seebefehlsstelle Boulogne und designierter Chef der Transportflotte D für das (erarbeitete, aber nicht umgesetzte) Unternehmen Seelöwe. Vom 27. Mai bis zum 8. Oktober 1941 war er erneut Kommandant des Schulschiffs Schlesien. Bis zum 28. Februar 1943 war er danach Kommandeur der Torpedoschule Flensburg-Mürwik; in dieser Dienststellung wurde er zum Konteradmiral befördert. Vom 1. März bis zum 14. Juni 1943 war er Kommandeur des Torpedoarsenals West und übergab das Kommando an den Kapitän zur See Erich Heymann. Anschließend war Lindenau bis zum 16. August 1944 Höherer Kommandeur Marine Paris und vom 17. August 1944, nach der Umgliederung seiner ehemaligen Dienststellung in den Höheren Kommandeur Marine West, bis zum 9. Januar 1945 Höherer Kommandeur Marine West. Vom 11. Januar bis zum 8. Mai 1945 war er Kommandant der Seewasserstraße Kaiser-Wilhelm-Kanal.

## Nachkriegszeit
Am 8. Mai 1945 kam Lindenau in britische Kriegsgefangenschaft, aus der er am 1. Dezember 1946 entlassen wurde. Er wohnte mit seiner Familie viele Jahre in Flensburg-Mürwik, Twedterholz 1, in unmittelbarer Nachbarschaft zu Admiral Heinrich Ruhfus, Twedterholz 3.

## Familie
Lindenau war verheiratet und hatte zwei Töchter und einen Sohn (geboren 1921, 1925 und 1930).

## Auszeichnungen
- Eisernes Kreuz (1914) II. und I. Klasse[9]
- Kriegsverdienstkreuz (1939) II. und I. Klasse